# Li Yishi
Li Yushi (chinois : 李毅士 ; pinyin : lǐ yìshì), né en 1886 et décédé en 1942, nom de naissance Li Zuhong (李祖鸿, lǐ zǔhóng), du District de Wujin, à Changzhou, dans le Jiangsu, est un peintre de la République de Chine, et le fils de Li Baozhang (李宝璋).
Il a peint différents tableaux liés à l'opéra.

## Biographie
En 1907, il part au Royaume-Uni pour y étudier, avec, à partir de 1912 à l'École des beaux-arts de Glasgow (en anglais : Glasgow School of Art). C'est le premier étudiant des beaux-arts chinois de Grande-Bretagne. 
En 1918, il s'engage à l'Université de Pékin en tant que directeur d'étude des techniques picturales, puis en tant qu'enseignant à la faculté des beaux-arts de Pékin (北京美术专科学校).
De 1937 à 1942, il vit à Chongqing.